# Belgorod
Belgorod (rusko Белгород, izgovorjava [ˈbʲelɡərət]) je glavno in največje mesto Belgorodske oblasti v Rusiji, ki leži na reki Donec. Leta 2021 je imelo 339.978 prebivalcev.
Ime Belgorod (Белгород) v ruščini dobesedno pomeni »belo mesto«, skupek besed "белый" (beli, "beli") in "город" (gorod, "mesto"). Ime se nanaša na zgodovinsko izobilje apnenca na tem območju.

## Prebivalstvo
Po podatkih cenzusa leta 2021 je v Belgorodu živelo 339.978 prebivalcev.
Etnična sestava po podatkih cenzusa 2021 je bila sledeča:
- Rusi: 174.787 (92,0%)
- Ukrajinci: 4.109 (2.2%)
- ostali: 11.151 (5.8%)

149.931 prebivalcev (44,1% prebivalstva) ni izrekla etnične pripadnosti.

## Zgodovina
Najstarejša belgorodska trdnjava je bila zgrajena konec 16. stoletja na apnenčasti gori. Med zgodovinarji še vedno poteka debata, ali je bilo mesto ustanovljeno leta 1593 ali 1596 in obe teoriji imata resno znanstveno podlago.
Prva omemba naselja na tem mestu sega v leto 1237, ko ga je mongolska armada pod vodstvom Batu kana opustošila. Ni jasno, če je ta Belgorod stal na istem mestu kot današnji. Leta 1596 je car Fjodor Ivanovič ukazal ponovno ustanovitev mesta kot ene od mnogih trdnjav, zgrajenih za obrambo ruskih južnih mej od Krimskih Tatarov. Za nadziranje gradnje Belgoroda je car postavil dva kneza-guvernerja: Mihaila Vasiljeviča Nozdrovatovega  in Andreja Romanoviča Volkonskega. Prva belgorodska trdnjava je bila zgrajena na visokem desnem bregu Severskega Donca na območju današnjega avtomobilskega trga; belgorodski kremelj je stal blizu današnje restavracije Belaja Gora. Legendarna Bela gora ni preživela, saj je bila popolnoma izkopana zaradi kopanja apnenca v 50. letih 20. stoletja.
Prva belgorodska trdnjava je stala šestnajst let in je preživela več večjih napadov Tatarov in Litvancev, ki so se tudi udeleževali napadov proti Rusiji. Leta 1612 je enota Litvancev zavzela trdnjavo in jo zažgala. Guverner mesta, Nikita Liharev je naslednje leto, leta 1613, že gradil novo trdnjavo na nasprotni strani Donca. V naslednjih desetletjih so Belgorodčani odbili veliko napadov na svojo zemljo. Sredi 17. stoletja se je pojavilo vprašanje o gradnji nove belgorodske trdnjave tri kilometre južno od obstoječe.
V 17. stoletju je Belgorod doživel več tatarskih vpadov, proti katerim je Rusija med letoma 1633 in 1740 zgradila zemeljski zid z dvanajstimi trdnjavami, v dolžini 320 km, od reke Vorskle na zahodu do Dona na vzhodu in jo poimenovala belgorodska linija. Leta 1666 je moskovski patriarhat v mestu ustanovil škofijo.
Car Peter Veliki je obiskal Belgorod na predvečer bitke pri Poltavi leta 1709.
10. aprila 1918 je Belgorod okupirala vojska nemškega imperija v skladu z Brestlitovskim sporazumom Ukrajine s Centralnimi silami. Belgorod je postal del Ukrajinske ljudske republike pod vodstvom Hetmana Pavla Skoropadskega. Po 20. decembru 1918 je po prevratu Skoropadskega nadzor nad Belgorodom prevzela Rdeča armada. Med 23. junijem in 7. decembrom 1919 so mesto okupirale sile Belega gibanja.
Nemški Wehrmacht je zasedal mesto od 25. oktobra 1941 do 9. februarja 1943. Nemci so mesto ponovno osvojili 18. marca 1943 v tretji bitki za Harkov. 12. julija 1943 se je med bitko za Kursk zgodila največja tankovska bitka v zgodovini pri Prohorovki in Rdeča armada je mesto dokončno osvobodila v noči s 5. na 6. avgust 1943.

## Znani domačini
- Ioasaf Belgorodski, belgorodski škof med letoma 1748 in 1754
- Viktorija Petrovna Brežnjeva, soproga bivšega sovjetskega voditelja Leonida Iljiča Brežnjeva
- Svetlana Vasiljevna Horkina, olimpijska gimnastičarka
- Natalija Vladimirovna Zujeva, olimpijska ritmična gimnastičarka

## Pobratena mesta
Mesto je pobrateno z:
- Herne, Nemčija
- Niš, Srbija
- / Sevastopol,  Ukrajina (de jure)/Rusija (de facto)
- / Jevpatorija,  Ukrajina (de jure)/Rusija (de facto)